# Manahoac

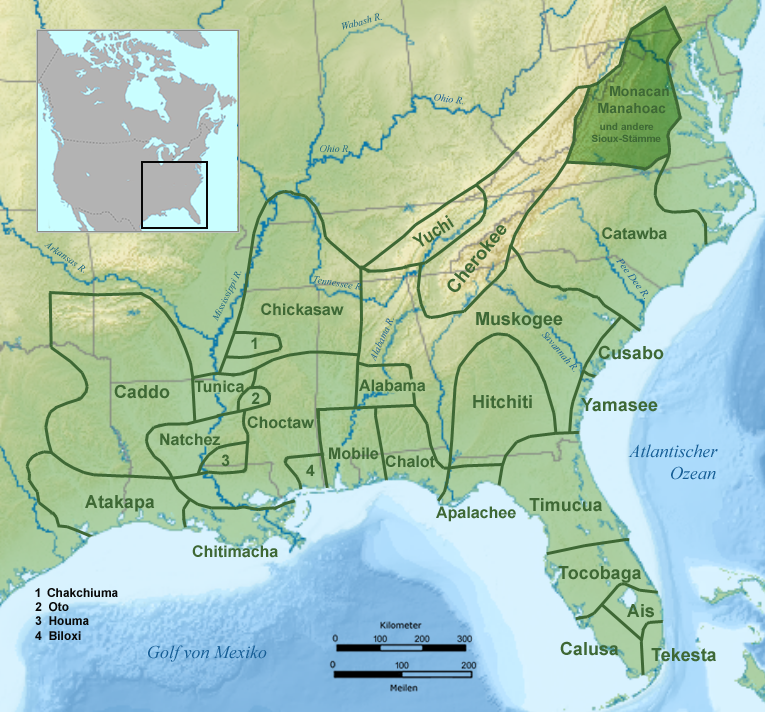
Stammesgebiet der Monacan und Manahoac, sowie weiterer östlicher Siouxstämme im 17. Jahrhundert.

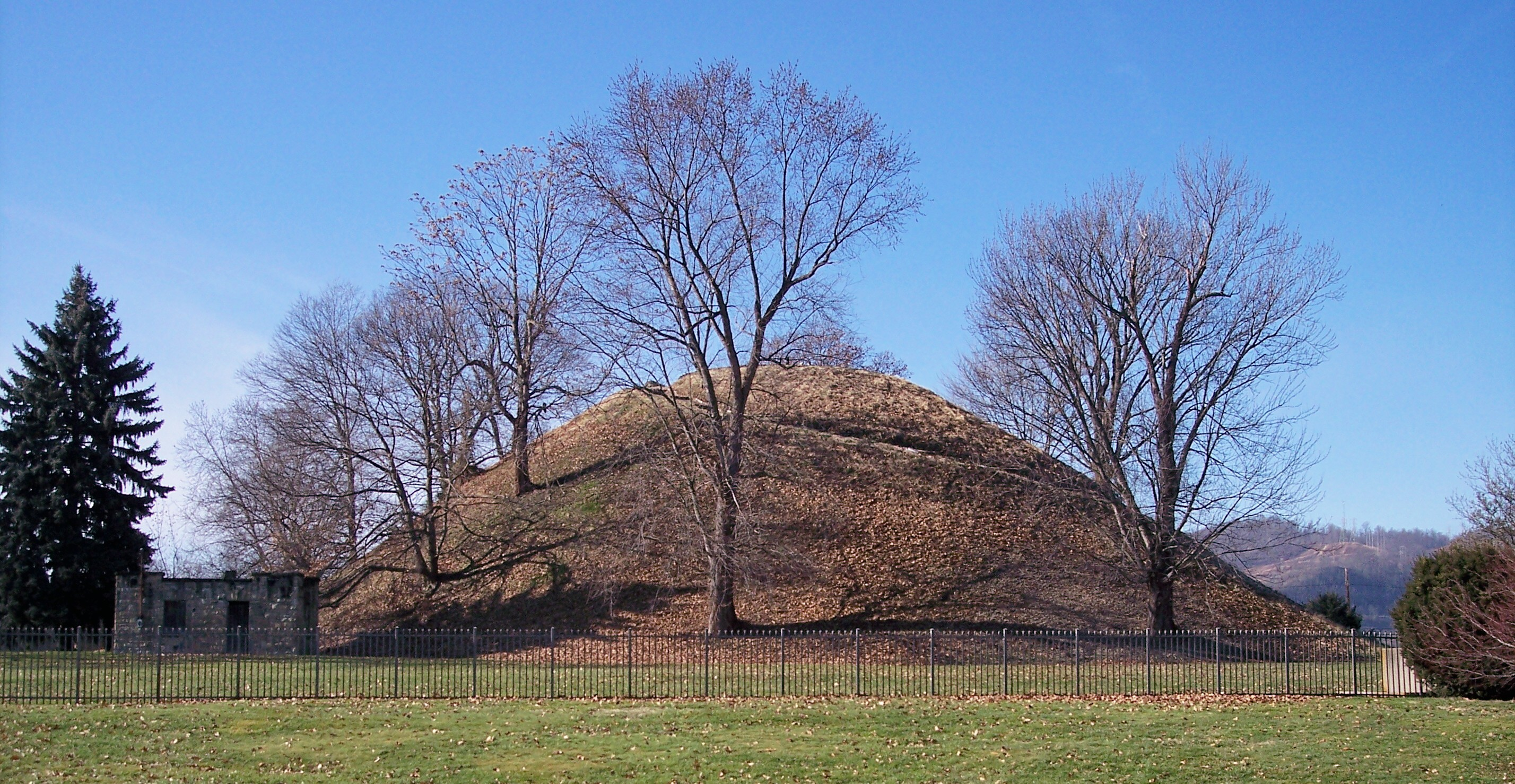
Grave Creek Mound in Moundsville, West Virginia

Die Manahoac, auch Mahock genannt, waren ein nordamerikanischer Indianerstamm aus der Sioux-Sprachfamilie. Sie waren sprachlich und kulturell mit den Stämmen der Saponi, Tutelo, Occaneechi, Monacan, Shakori und anderen östlichen Völkern der Sioux verwandt, deren traditioneller Lebensraum in der Piedmont Region der Appalachen in den heutigen Bundesstaaten Virginia und North Carolina lag. Wissenschaftler vermuten, dass die Sioux einst eine einheitliche große Gruppe im Tal des Ohio Rivers bildeten, die sich später trennte und danach entweder nach Osten oder Westen zog. Die letzten Überlebenden der Manahoac wurden vermutlich von den Tutelo und Saponi aufgenommen und integriert. Der Stamm gilt daher seit 1728 als ausgestorben.

## Stammesgebiet und Lebensunterhalt
Die Manahoac lebten zu Beginn des 17. Jahrhunderts überwiegend entlang des Rappahannock Rivers, westlich der Wasserfälle und östlich der Blue Ridge Mountains. Im Norden erstreckte sich das Stammesgebiet bis zum Potomac River und im Süden bis zum Anna River. Ihr Lebensraum lag oberhalb der Fall Line und erreichte die niedrigen Berge der Blue Ridge Mountains. Die Umweltbedingungen waren günstig. Auf dem Schwemmland entlang des Rappahannock Rivers ließen sich problemlos Felder anlegen, deren Fruchtbarkeit durch den Schlamm der saisonalen Überflutungen schnell erneuert wurde. Die Manahoac bauten vorwiegend Mais, Bohnen und Kürbis an, die sogenannten Drei Schwestern (Three Sisters). Archäologen fanden bei Ausgrabungen Überreste dieser Früchte an Kochstellen. In den Flüssen gab es einen großen Reichtum an Fischen und Wasservögeln. Den kälteren Teil des Jahres verbrachten die Indianer der Region in Jagdlagern, um den Weißwedelhirsch, Waschbär und andere Säugetiere zu erlegen.

## Kultur
Wie andere Sioux sprechenden Stämme in der Piedmont-Region lebten die Manahoac in mehreren unabhängigen Dörfern. Die Sioux-Stämme hatten vielfältige Verbindungen untereinander, wie durch Handel, zeremonielle Feste und Mischehen. Besonders eng waren die Beziehungen zu den benachbarten Monacan. Ähnlich wie diese trieben sie Handel mit den Powhatan-Stämmen im Osten und Irokesen im Norden. Sie schürften nach Kupfer, das sie in Halsketten verarbeiteten und die bei den Powhatan heiß begehrt waren. Die Manahoac begruben ihre Toten traditionell in Hügelgräbern, sogenannten Mounds, eine Sitte, die sie von den benachbarten Stämmen unterschied. Im Bereich der Piedmont- und Bergregion wurden dreizehn Mounds entdeckt und teilweise ausgegraben. Es gibt wissenschaftliche Untersuchungen, denen zufolge die Hügelgrabkultur schon 950 Jahre vor der Ankunft der Europäer bestand und in die sogenannte Late Woodland Period (ca. 100 v. Chr. bis 500 n. Chr.), also die Späte Waldlandperiode zurückreicht. Die Mounds erreichen eine Höhe von mindestens sechs Metern (20 feet) und sind offenbar von Vorfahren der Monacan und Manahoac errichtet worden. Sie sind einzigartig, weil sie Hunderte bis Tausende an Toten enthalten und auch wachsende Mounds genannt wurden. Viele dieser Mounds wurden entweder vollständig von Menschen zerstört oder litten erheblich unter Erosion und Überschwemmungen.

## Geschichte
Im Jahr 1608 besuchte John Smith eine Gruppe der Manahoac oberhalb der Fälle des Rappahannock Rivers. Er berichtete, dass sie in mindestens sieben Dörfern in dieser Region lebten. Die Manahoac seien Verbündete der Monacan, mit denen sie die gleiche Sprache und Kultur teilten. Die Powhatan jedoch seien ihre Feinde, weil sei eine andere Sprache und Kultur hätten.
Im Verlauf der Biberkriege zwischen 1640 und 1701 versuchte die Irokesen-Konföderation ihre Vorherrschaft im Pelzhandel mit den Europäern zu behaupten und ihr Territorium auf das Gebiet der benachbarten Algonkinstämme auszudehnen, um so als Mittler im Handel zwischen den Europäern und den westlichen Stämmen auftreten zu können. Die Kriege wurden auf beiden Seiten mit extremer Brutalität geführt und werden als eine der blutigsten Auseinandersetzungen in der Geschichte Nordamerikas betrachtet. Die Expansion der Irokesen unter der Führung der Mohawk und die Vertreibung der unterlegenen Stämme veränderte die Stammesgeografie im gesamten östlichen Nordamerika. Auch die Stämme in Virginia waren betroffen, und die Machtverhältnisse veränderten sich. 1663 überfiel eine Streitmacht von 800 irokesischen Kriegern die Susquehannock und vertrieb die Manahoac aus der Virginia-Piedmontregion. Die Seneca erklärten anschließend das eroberte Gebiet als ihre eigenen Jagdgründe. Die Briten gaben dieser Forderung 1674 und 1684 ihre Zustimmung und erwarben 1722 das Territorium von den Irokesen vertraglich als eigenen Besitz. Der Krieg mit den Irokesen und eingeschleppte europäische Krankheiten, gegen die sie keine Widerstandskräfte hatten, reduzierten den Stamm auf weniger als fünfzig Krieger.
Die überlebenden Manahoac vereinigten sich offenbar um 1670 mit den Monacan und zogen aus Furcht vor weiteren irokesischen Angriffen unter den Schutz von Fort Christanna im Brunswick County. Im Jahr 1714 vermerkte Gouverneur Alexander Spotswood von der Virginia-Kolonie, dass eine Gruppe der Manahoac bei Fort Christianna eingetroffen sei. Das Fort war von Spotswood und der Kirche gegründet worden, um die Ureinwohner zum Christentum zu bekehren und sie die englische Sprache zu lehren. Auch viele andere östliche Siouxstämme waren vertreten. Die letzte Erwähnung einer Gruppe der Manahoac in historischen Aufzeichnungen stammt aus dem Jahr 1723. Historiker vermuten, dass sie sich den Tutelo und Saponi anschlossen und von diesen integriert wurden. Diese beiden Stämme vereinigten sich schließlich mit ihren früheren irokesischen Feinden, insbesondere der Cayuga-Nation. Aus dem Jahr 1870 stammt ein Bericht von dem merry old man named Mosquito (fröhlichen alten Mann namens Moskito) aus Kanada, der behauptete, er sei der letzte der Manahoac und legaler Besitzer von weiten Teilen des nördlichen Virginia. Darüber hinaus beherrschte er noch die Sioux-Sprache seines Stammes.